# ناتاشا بیدینگ فیلد
ناتاشا بیدینگ فیلد (به انگلیسی: Natasha Bedingfield) متولد (۲۶ نوامبر ۱۹۸۱) خواننده و ترانه‌سرا اهل انگلستان است.